# Drăcșani
Drăcșani – wieś w Rumunii, w okręgu Teleorman, w gminie Drăcșenei. W 2011 roku liczyła 431 mieszkańców.